# Liste der Präfekturblüten Japans
Im Folgenden sind für alle japanischen Präfekturen die offiziellen Präfekturblüten gelistet, welche die jeweilige Region repräsentieren sollen. Die Liste wurde 1954 erstellt. Die Blüten beinhalten auch Baumblüten wie Apfelblüten oder die Blüte des Blauglockenbaums. Einige Blüten stehen auch für mehrere Präfekturen (z. B. Tulpen) und einige Präfekturen haben mehr als eine Präfekturblume. Neben Präfekturblüten existieren auch ähnliche Präfektur-Symbole wie Präfekturbäume, Präfekturvögel und Präfekturfische.
| Bild | Name | Jap. Name                                                               | Blütezeit                       | Anmerkungen | Präfektur |
| ---- | --- | ----------------------------------------------------------------------- | ------------------------------- | --- | --------- |
|      | Asiatische Sumpf-Schwertlilie (Iris laevigata)                                                                                    | カキツバタ Kakitsubata                                                  | Mai                             | Ausgewiesen im Jahr 1954. | Aichi     |
|      | Petasites japonicus | フキのとう Fuki-no-tou                                                  | Februar bis Ende März           | | Akita     |
|      | Apfelblüte | りんごの花 Ringo-no-hana                                                |                                 | Ausgewiesen am 23. September 1971. Äpfel sind ein wichtiges Exportprodukt und sind untrennbar mit dem Leben in der Präfektur verbunden. | Aomori    |
|      | Rapsblüte | なのはな Na-no-hana                                                     | Februar bis Mai                 | | Chiba     |
|      | Satsuma-Blüte (Citrus unshiu) | みかんの花 Mikan-no-hana                                                | Frühsommer                      | Die Satsuma ist eine aus Südjapan stammende Zitruspflanze. Sie ist nicht identisch mit der Mandarine (C. reticulata), obwohl ihre Früchte in Europa auch als kernlose „Mandarinen“ gehandelt werden. Satsuma-Bäume besitzen von den kommerziell wichtigen Zitrusfrüchten die größte Toleranz gegen niedrige Temperaturen. In Japan ist sie die wichtigste angebaute Zitrusfrucht. Die weiße Satsuma-Blüte findet sich auch in der Präfekturflagge. | Ehime     |
|      | Strauß-Narzisse (Narcissus tazetta var. chinensis)                                                                                | スイセン Suisen                                                         |                                 | Ausgewiesen im Mai 1954. Die Narzissen blühen im Winter an der Echizen-Küste. | Fukui     |
|      | Ume | うめ Ume                                                                | Ende Januar bis Anfang April    | Die stilisierte Darstellung der Blüte einer japanischen Pflaume (Ume) findet sich auch in der Präfekturflagge. Sie steht für Harmonie und Fortschritt des Volkes. | Fukuoka   |
|      | Rhododendron brachycarpum | ネモトシャクナゲ Nemoto-Shakunage                                       | Juli                            | Ausgewiesen im Jahr 1955. Die Rhododendren wachsen im Hochgebirge. In der Präfektur blühen im Juli weiße und rosa Blüten auf den Bergen Asuma und Adachi. | Fukushima |
|      | Astragalus sinicus | れんげ Renge                                                            | April bis Mitte Mai             | Ausgewiesen im März 1954. Die Präfektur Gifu ist das Hauptverbreitungsgebiet für Astragalus in Japan. | Gifu      |
|      | Japanische Azalee | レンゲツツジ Rengetsutsuji                                              | Mai bis Mitte Juni              | Die Azaleenart blüht orangefarben von Mai bis Mitte Juni. Es gibt Kolonien auf den Bergen Akagi und Haruna und dem Asama-Plateau. Die Takeson Farm und Kazawa Yunomaru Farm sind als Naturdenkmäler ausgewiesen. | Gunma     |
|      | Ahorn | モミジ Momiji                                                           |                                 | | Hiroshima |
|      | Kartoffel-Rose | ハマナス Hamanasu                                                       | Anfang Mai bis Mitte Juni       | Die Kartoffel-Rose wurde gewählt, da sie eine „klare Blütenfarbe und schöne Blätter“ aufweist und dabei „stark und leicht zu züchten“ ist. Sie wird mit Eigenschaften wie „rein, wild und kraftvoll“ assoziiert (beschlossen im Juli 1978 zum Gedenken an den 110. Jahrestag von Hokkaidō). | Hokkaidō  |
|      | Chrysanthemum japonense | ノジギク Nojigiku                                                       | Ende Oktober bis Mitte Dezember | | Hyōgo     |
|      | Rose | バラ Bara                                                               | Anfang Mai bis Ende November    | Ausgewiesen am 28. März 1966. Ibaraki zeigt auch in seiner Präfekturflagge eine stark stilisierte Darstellung einer weißen Rosenknospe auf blauem Grund. | Ibaraki   |
|      | Schatten-Schachblume (Fritillaria camschatcensis)                                                                                 | クロユリ Kuro-Yuri                                                      | Sommer                          | Ausgewiesen am 19. März 1954. Die charakteristische Schatten-Schachblume wächst wild in der Nähe von Midagahara und Murododaira am Berg Haku-san. | Ishikawa  |
|      | Blauglockenbaum-Blüte | キリ Kiri                                                               | Ende April bis Mitte Mai        | Ausgewiesen am 22. März 1955. Die Blauglockenbäume blühen im Mai. Sie werden als „Südliche Lila Paulownia“ geschätzt. Da ihr Holz leicht und schwer zu verbrennen ist, wird es beispielsweise für Holzschuhe verwendet. | Iwate     |
|      | Olivenbaum-Blüte | オリーブ Oriibu                                                         | Frühsommer                      | | Kagawa    |
|      | Rhododendron kiusianum | ミヤマキリシマ Miyamakirishima                                          |                                 | | Kagoshima |
|      | Lilium auratum | ヤマユリ Yamayuri                                                       | Sommer                          | Es wurde durch eine Abstimmung der Bürger der Präfektur 1951 entschieden. Die Blumen blühen in verschiedenen Teilen der Präfektur, wie der Miura-Halbinsel und der Tsukui-Region. | Kanagawa  |
|      | Pappelpflaume (Myrica rubra) | ヤマモモ Yamamomo                                                       | Frühjahr                        | | Kōchi     |
|      | Japanischer Herbstenzian (Gentiana scabra var. buergeri)                                                                          | リンドウ Rindou                                                         | Herbst                          | | Kumamoto  |
|      | 1) Cerasus spachiana f. spachiana, 2) Chrysanthemum grandiflorum cv. Saga, 3) Prachtnelke (Dianthus superbus var. longicalycinus) | 1) しだれ桜 Shidare-Sakura, 2) 嵯峨ぎく Sagagiku, 3) なでしこ Nadeshiko | 1) Ende März bis Ende April     | Ausgewiesen am 22. März 1954. | Kyōto     |
|      | Japanische Sumpf-Schwertlilie | ハナショウブ Hanashoubu                                                 | Juni                            | Ausgewiesen im Jahr 1969. Die Schwertlilien blühen im Frühsommer in den Farben weiß, lila und hellrot. Zu sehen sind sie unter anderem im Kuka Park in Kuwana, im Saio no Mori in Meiwa und am Kodama-Teich beim Ise-jingū. | Mie       |
|      | Thunbergs Buschklee (Lespedeza thunbergii)                                                                                        | ミヤギノハギ Miyagi-no-hagi                                             | Anfang Juni bis Ende Oktober    | Ausgewiesen im März 1955. Der Thunbergs-Buschklee ist eine berühmte Herbstblume, die oft in japanischer Poesie besungen wird und rot-lila und weiße Blüten trägt. | Miyagi    |
|      | Crinum asiaticum | はまゆう                                                                | Mitte Juli bis Ende September   | | Miyazaki  |
|      | Japanischer Herbstenzian (Gentiana scabra var. buergeri)                                                                          | りんどう Rindou                                                         |                                 | Ausgewiesen im Jahr 1966. Die blauen Blumen wachsen auf den Karuizawa- und Kaida-Hochebenen. | Nagano    |
|      | Rhododendron kiusianum | 雲仙ツツジ Unzen-Tsutsuji                                               | Mitte April bis Mitte Mai       | | Nagasaki  |
|      | Prunus verecunda cv. Antiqua | 奈良八重桜 Nara-Yaezakura                                               | Mitte April bis Anfang Mai      | | Nara      |
|      | Tulpe | チューリップ Chuurippu                                                  | Ende März bis Anfang April      | Ausgewiesen am 23. August 1963. Die Präfektur Niigata gilt als Geburtsort der Tulpenzwiebelproduktion in Japan. Der Anbau und Export von Tulpen ist heute in der Präfektur weit verbreitet. Niigata hat die größte Schnittblumenproduktion in Japan. | Niigata   |
|      | Bungo-Ume-Blüte (Prunus mume var. bungo)                                                                                          | 豊後梅 Bungo-Ume                                                        | Ende Januar bis Anfang April    | | Ōita      |
|      | Pfirsichblüte | ももの花 Momo-no-hana                                                   | Mitte März bis Ende April       | | Okayama   |
|      | Blüte des Indischen Korallenbaums                                                                                                 | デイゴ Deigo                                                            | März                            | | Okinawa   |
|      | Ume, Siebolds Primel |                                                                         | Mitte bis Ende April            | | Osaka     |
|      | Kampferbaum-Blüte | クスの花 Kusu-no-hana                                                   | spätes Frühjahr                 | Die Blüte des Kampferbaums findet sich auch als Symbol in der Flagge der Präfektur Saga. | Saga      |
|      | Siebolds Primel (Primula sieboldii)                                                                                               | サクラソウ Sakurasou                                                    | Mitte bis Ende April            | Das Tajimagahara-Primelhabitat in Saitama wurde 1952 zum besonderen Naturdenkmal Japans erklärt. | Saitama   |
|      | Immergrüne Rhododendren | 石楠花 Shakunage                                                        | Mitte April bis Anfang Mai      | Ausgewiesen im Februar 1954. Der Rhododendron in der Stadt Hino ist ein nationales Naturdenkmal. Es wird geschätzt, dass dort etwa 20.000 Rhododendren wachsen. | Shiga     |
|      | Strauch-Pfingstrose | ボタン Botan                                                            | Ende April bis Mitte Mai        | | Shimane   |
|      | Azalee | つつじ Tsutsuji                                                         | Mitte April bis Mitte Mai       | Ausgewiesen am 21. September 1965. | Shizuoka  |
|      | Rhododendron pentaphyllum var. nikoense, Rhododendron quinquefolium, Rhododendron albrechtii                                      | やしおつつじ Yashio-Tsutsuji                                            | Mitte April bis Mitte Mai       | Ausgewiesen im Jahr 1969. Der Rhododendron ist in den Bergen der Präfektur weit verbreitet, hauptsächlich auf dem Nasu-Plateau und in Shiobara. Die Blüten sind rosa, weiß oder tiefrotviolett. | Tochigi   |
|      | Yoshino-Kirschblüte | ソメイヨシノ Someiyoshino                                               | Ende März bis Mitte April       | | Tokio     |
|      | Citrus sudachi | すだちの花 Sudachi-no-hana                                              | April                           | | Tokushima |
|      | Blüte der Nashi-Birne (Pyrus pyrifolia var. culta)                                                                                | 二十世紀梨の花 Nijisseiki-Nashi-no-hana                                 | April                           | | Tottori   |
|      | Tulpe | チューリップ Chuurippu                                                  | Ende März bis Anfang Mai        | Ausgewiesen im Jahr 1954. Ende April können Tulpenteppiche an verschiedenen Orten gefunden werden. Ein Beispiel ist der Tonami-Tulpenmarkt. | Toyama    |
|      | Ume | ウメ Ume                                                                | Ende Januar bis Anfang April    | Ume wird seit der Antike hauptsächlich in der Region Kinan angebaut. Sie blühen im Februar bis März und kündigen den Frühling an. | Wakayama  |
|      | Färberdistel | べにばな Benibana                                                       | Juli                            | Ausgewiesen am 31. März 1982. Die Färberdistel war während der Edo-Zeit im ganzen Land berühmt und ist immer noch ein Symbol der Präfektur Yamagata. | Yamagata  |
|      | Citrus natsudaidai | 夏みかんの花 Natsumikan-no-hana                                         | Mai                             | Sommerorangen stammen aus Nagato und jeden Mai blühen sie weiß mit einem süß-sauren Duft (1954 von NHK ausgewählt). | Yamaguchi |
|      | „Fuji-Kirsche“ (Prunus incisa) | ふじさくら Fuji-Sakura                                                  | April bis Mai                   | Ausgewiesen im Jahr 1954. Die „Fuji-Kirschen“ halten dem harten Wind und Schnee am Fuji stand und stehen daher für „Japaner und Geduld“. | Yamanashi |